# Droga krajowa B88 (Niemcy)
Droga krajowa 88 (niem. Bundesstraße 88, B 88) – niemiecka droga krajowa przebiegająca  z zachodu na wschód od skrzyżowania z drogą B7 w Wurtha-Farnroda w Turyngii do skrzyżowania z drogą B87 i B180 w Naumburg (Saale) w Saksonii-Anhalt.

## Linki zewnętrzne

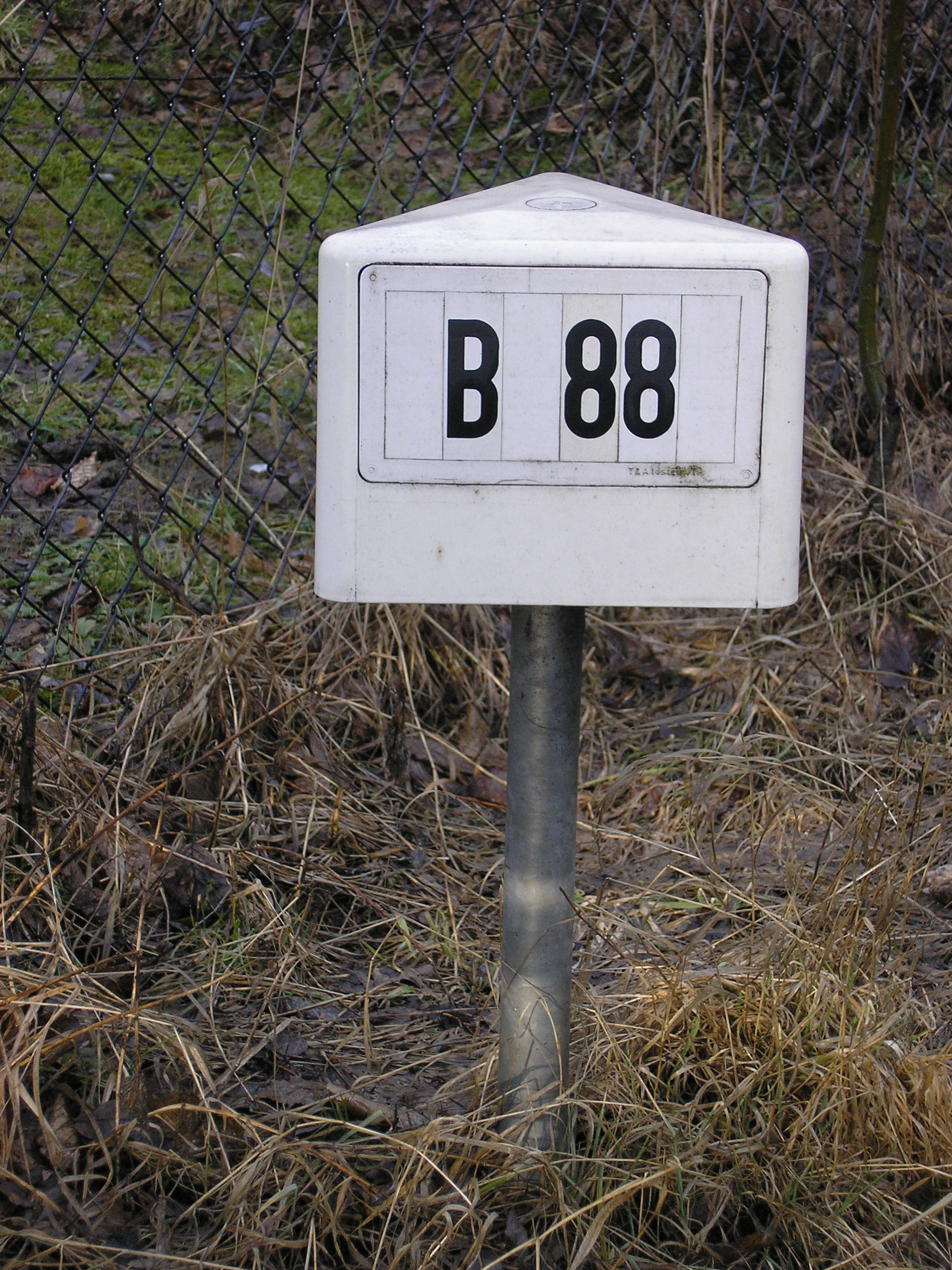
Oznakowanie B88 w Ilmenau